# Fédération de Jamaïque de football
Pour les articles homonymes, voir JFF.
La Fédération de Jamaïque de football (Jamaica Football Federation (en) JFF) est une association regroupant les clubs de football de Jamaïque et organisant les compétitions nationales et les matchs internationaux de la sélection de Jamaïque.
La fédération nationale de Jamaïque est fondée en 1910. Elle est affiliée à la FIFA depuis 1962 et est membre de la CONCACAF depuis 1965.

## Présidents
1. Ronald Gordon (1965–1967)
2. George Abraham (1967–1973)
3. B "Tino" Barvier (1973–1975)
4. Locksley Comrie (1975–1977)
5. Patrick Anderson (1977–1979)
6. Lincoln Sutherland (1979–1981)
7. Hugh Perry (1981–1983)
8. Dr. Winston Dawes (1983–1985)
9. Anthony James (1985–1992)
10. Heron Dale (1992–1994)
11. Captain Horace Burrell (1994–2003)
12. Crenston Boxhill (2003–2007)
13. Captain Horace Burrell (Depuis 2007)